# Tyrone Hill
Tyrone Hill (ur. 19 marca 1968 w Cincinnati) – amerykański koszykarz, występujący na pozycji skrzydłowego, uczestnik meczu gwiazd NBA, trener koszykarski.
Zanim został asystentem trenera w klubie Atlanty Hawks przez dwa lata pracował jako trener wolontariusz (2006–2008).

## Osiągnięcia
NCAA
- Uczestnik rozgrywek NCAA Sweet 16 (1990)[1]
- 2-krotny mistrz Midwestern Collegiate Conference[1]
- 3-krotny mistrz turnieju Midwestern Collegiate Conference[1]
- Zawodnik roku Horizon League (1990)[2]
- MVP turnieju Horizon League (1989)
- Zaliczony do[1]:
  - III składu All-American (1990)
  - składu All-American Honorable Mention (1989 przez AP)
- Uczelnia Xavier zastrzegła należący do niego numer 42

NBA
- Finalista NBA (2001)[3]
- Uczestnik meczu gwiazd NBA (1995)[4]
- Lider NBA w łącznej liczbie fauli (1992 – 315)[5]